# Sri Lanka National Handball Team
Pour plus de détails, voir Fiche technique et Distribution.
Sri Lanka National Handball Team (en cingalais : Machan, amitié) est une comédie italo-germano-srilankaise réalisée par Uberto Pasolini et sortie en 2008. Ce film est inspiré d'une histoire vraie.

## Synopsis
Colombo, Sri Lanka, en 2004. Deux amis, Stanley et Manoj, rêvent d'ailleurs, d'Occident, où ils pourront mener une vie meilleure que celle des quartiers très pauvres où ils vivent avec leurs familles. Ils souhaiteraient voyager en Allemagne afin de travailler et d'envoyer de l'argent à leurs familles. Malheureusement, l'ambassade refuse de leur délivrer un visa de séjour sous de futiles prétextes. Un jour, Stanley a un déclic : il tient en mains une affiche qui propose, dans le cadre de l'« amitié Allemagne-Asie (en) », d'inviter une équipe srilankaise pour un tournoi de handball en Allemagne ; ce sport étant totalement inconnu au Sri Lanka, c'est l'occasion de monter une équipe. Mais les deux amis n'ont pas la moindre idée de ce qu'est le handball.

Leur idée attire d'autres futurs joueurs, mais l'affaire n'avance pas beaucoup. Après des recherches, ils trouvent la règle du jeu et appellent les organisateurs du tournoi pour s'informer sur les documents nécessaires : il leur faut un visa, une photo de l'équipe… Équipe qui doit être constituée de seize joueurs accompagnés d'un directeur, d’un entraîneur et d’un médecin. Or les membres de l'équipe ne sont que huit, et sans visa, leur deuxième tentative ayant échoué.

Petit à petit, cependant, l'équipe grossit : arrivent des étrangers coincés au Sri Lanka à cause d'un escroc, Ruan, qui leur a vendu un voyage en bateau inexistant (l'arnaqueur se joint aussi à l'équipe), des amis du quartier, un homme mystérieux qui creuse toujours derrière le terrain vague où s'entraînent les Srilankais…
Après s'être procuré les règles du jeu, les joueurs s'entraînent, et demandent et obtiennent un visa pour le voyage.
À leur arrivée, ils perdent les premiers matchs, n'ayant par exemple pas prévu de gardien de but. À la fin de la première journée, les policiers viennent les arrêter à leur hôtel mais trouvent les chambres vides,,,.

## Autour du film
Le réalisateur entend parler de cette histoire lors d'un repérage à Colombo. Il décide d'en faire un film. Il recrute des acteurs srilankais. Pendant le tournage, l'un d'eux profite de son séjour en Allemagne pour disparaître, comme le personnage qu'il incarne.

## Fiche technique
- Musique : Stephen Warbeck et Lakshman Joseph de Saram
- Direction artistique : Sunil Wijeratne
- Décors : Errol Kelly
- Costumes : Sandhiyva Jayasuriya, Rob Navis et Constanze Hagedorn
- Photographie : Stefano Falivene
- Montage : Masahiro Hirakubo
- Production : Conchita Airoldi, Uberto Pasolini et Prasanna Vithanage
- Format : 1,85 : 1 - couleurs
- Langue : cingalais, anglais
- Dates de sortie cinéma : 
  - Italie : 12 septembre 2008
  - Allemagne : 7 mai 2009
  - France : 19 mai 2009

## Distribution
- Dharmapriya Dias : Stanley
- Gihan de Chickera : Manoj
- Dharshan Dharmaraj : Suresh, le beau-frère de Stanley
- Namal Jayasinghe : Vijith
- Sujeewa Priyalal : Piyal, le gigolo pour riches Allemandes à l'hôtel
- Mahendra Perera : Ruan, l'escroc
- Dayadewa Edirisinghe : Naseem
- Malini Fonseca : la mère de Manoj
- Sitha Kumari : la grand-mère de Manoj
- Peer Martiny : l'Allemand froid
- Achim Schelhas : l'hôte plein d'entrain à Wittislingen (Bavière)
- Irangani Serasinghe : tante Magie

## Distinctions

### Récompenses
- Mostra de Venise 2008 :
  - Label Europa Cinemas
  - FEDIC Award
- Festival du film européen de Bruxelles 2009 : meilleur film